# アナ・チエミ・タカギ
アナ・チエミ・タカギ（Ana Tiemi Takagui, 1987年10月26日 - ）は、ブラジルの女子バレーボール選手。ポジションはセッター。ブラジル代表。日系3世で、日本名は高木チエミ・アナ。

## 来歴
ミナスジェライス州ベロオリゾンテ出身。ブラジル代表として出場した2009年ワールドグランプリで優勝を経験した。2009年ワールドグランドチャンピオンズカップ日本戦では第2セットから途中出場し、勝利に貢献した。

## 所属チーム
- ミナス（2002-2003年）
- Sesi Uberlândia（2003-2004年）
- ミナス（2004-2007年）
- オザスコ（2007-2011年）

- Vôlei Futuro（2011-2012年）
- ブルサBBSK（2012-2014年）
- CSMブカレスト（2014-2015年）
- Concilig/Bauru（2015-2016年）
- VBナント（フランス語版）（2016-2018年）
- ヴァーサスSC（2018-2020年）
- SCポツダム（2020-2021年）
- ファートゥム・ニーレジハーザ（2021-2022年）
- RCカンヌ（2022年）
- モンドヴィ（2022-2023年）
- パニオニオスVC（2023年-）